# هواگرد ترابری گونه ۱
هواگرد ترابری گونه ۱ (به ژاپنی: 一式貨物輸送機) (عنوان طراحی: کی-۵۶) یک هواگرد تک‌باله دوموتوره ساخت کاواساکی در امپراتوری ژاپن بود که در جریان جنگ جهانی دوم خدمت کرد.

## طراحی و کاربرد
این هواگرد نسخه نظامی لاکهید ۱۴، هواگرد ترابری آمریکایی بود که شرکت کاواساکی قصد داشت با مجوز تولید کند. تا ماه سپتامبر سال ۱۹۴۳ مجموعاً ۱۲۱ فروند از هواگرد ترابری گونه ۱ تولید شد. تولید تعدادی از هواگردها مربوط به کارخانه تاچیکاوا بود.
نخستین کاربرد رزمی هواگرد ترابری گونه ۱ در تهاجم به سوماترا بود که برای انتقال چتربازها به اهداف کلیدی استفاده شد. گاهی آن را با هواگردهای غنیمتی لاهکید هادسن اشتباه می‌گرفتند.

## مشخصات فنی
مشخصات عمومی
- خدمه: ۴ نفر
- طول: ۱۴٫۹ متر
- طول بال: ۱۹٫۹۶ متر
- ارتفاع: ۳٫۶ متر
- وزن بارگذاری‌شده: ۸٬۰۲۵ کیلوگرم
- نیرومحرکه: ۲ × موتور شعاعی ۱۴ سیلندر ناکاجیما ها-۲۵: ۹۵۰ اسب بخار

عملکرد
- حداکثر سرعت: ۴۰۰ کیلومتر بر ساعت در ۳٬۵۰۰ متری
- سقف پروازی: ۸٬۰۰۰ متر
- برد: ۲٬۴۰۰ کیلومتر